# Stamatis Kourkoulos-Arditis
Stamatis Kourkoulos-Arditis (griechisch Σταμάτης Κούρκουλος-Αρδίτης; * 7. Juni 1998) ist ein griechischer Schachspieler. Seit 2023 trägt er den Titel Großmeister im Schach.

## Karriere
Kourkoulos-Arditis begann das Schachspiel bereits kurz vor seinem fünften Geburtstag. Nach der Einschulung trat er dem lokalen Schachklub in Kallithea bei.
Im Oktober 2018 ernannte die FIDE ihn zum Internationalen Meister im Schach. Seine erste Norm zum Titel Großmeister erspielte Kourkoulos-Arditis sich beim Masters-Turnier des Serbia Open im Juli 2021. Bei den Europäischen Mannschaftsmeisterschaften in Slowenien konnte er sich im Dezember 2021 die zweite notwendige Norm sichern. Die dritte Norm erfüllte er schließlich erst bei der Schach-Europameisterschaft 2023. Gegen seine Gegner hätten ihm dazu bereits sechs Punkte gereicht; er holte acht Punkte und wurde Vierter. Da er die Elo-Zahl von 2500 bereits im August 2021 überschreiten konnte, wurde ihm im August 2023 der Titel Schachgroßmeister verliehen.
Bei der nationalen Einzelmeisterschaft konnte er im November 2019 in Thessaloniki erstmalig den Titel gewinnen. Mit 7,5 Punkten aus neun Runden hatte er einen Vorsprung von zwei Punkten und blieb als einziger Spieler ungeschlagen. Bei der Meisterschaft in Piräus im Dezember 2023 konnte er seinen zweiten nationalen Titel erringen. Zwar galt er mittlerweile als klarer Favorit als einziger Teilnehmer mit einer Elo-Zahl über 2500, dennoch verlor er eine Partie und gewann mit 6,5 Punkten aus neun Runden den Titel erst durch die Feinwertung gegen den FIDE-Meister Evaggelos Patrelakis. Die Meisterschaft im Dezember 2024 bestritt er wiederum als Favorit und gewann mit 7,5 Punkten zum dritten Mal die griechische Meisterschaft. Eine Niederlage in der zweiten Runde machte er durch insgesamt sieben Siege wett.
Bei der Schacholympiade 2024 in Budapest wurde Kourkoulos-Arditis erstmals in das griechische Team berufen. Er absolvierte am zweiten Brett insgesamt zehn Partien.